# Aeroportul Legazpi
Aeroportul Legazpi (IATA: LGP, ICAO: RPLP) este un aeroport din Bicol Region⁠(d), Luzon⁠(d), Filipine ce deservește zona Legazpi⁠(d). Aeroportul a fost tranzitat în 2021 de 132.388 de pasageri.
Situat la o altitudine de 20 m, aeroportul dispune de 1 pistă. Este operat de Civil Aviation Authority of the Philippines⁠(d).

## Infrastructură

### Piste
Aeroportul dispune de o singură pistă. Pista are orientarea 06/24. 